# Aneby (đô thị)
Đô thị Aneby (Aneby kommun) là một đô thị ở hạt Jönköping phía nam Thụy Điển, thủ phủ là thị xã Aneby.
Đô thị này được lập năm 1967 khi các đô thị Bredestad và Hullaryd, cả hai đều được lập năm 1952, đã được hợp nhất. 

## Các trung tâm dân cư
Có 3 trung tâm đô thị ở đô thị này. Số liệu dân cư và diện tích tính tại thời điểm ngày 31 tháng 12 năm 2005.
| # | Trung tâm dân cư | Dân số |
| - | ---------------- | ------ |
| 1 | Aneby            | 3.374  |
| 2 | Sundhultsbrunn   | 314    |
| 3 | Frinnaryd        | 225    |

Đô thị Aneby là đô thị nhỏ nhất Thụy Điển. Năm 1994, dân số cao nhất là 7300 người do người tị nạn từ cựu Nam Tư. Kể từ đó, dân số giảm xuống.